# Луцій Ветурій Філон (консул 220 року до н. е.)
Луцій Ветурій Філон (лат. Lucius Veturius Philo; ? — 210 до н. е.) — політичний, державний та військовий діяч Римської республіки, консул-суфект 220 року до н. е., цензор 210 року до н. е., диктатор 217 року до н. е.

## Життєпис
Походив з патриціанського роду Ветуріїв. Син Луція Ветурія Філона. Про молоді роки немає відомостей. 
У 220 році до н. е. його призначено консулом-суфектом разом з Квінтом Лутацієм Катулом через те, що після внутрішніх інтриг сенат змусив обраних консулів того року Марка Валерія Левіна та Квінта Муція Сцеволу скласти свої повноваження. Разом із колегою підкорив цізальпійські племена.
З початком Другої Пунічної війни виступав за активні дії проти карфагенян. У 217 році до н. е. при підтримці войовничої партії в сенаті та народних зборів його призначено диктатором. Ветурій планував відмовитися від тактики Фабія Кункатора. Проте диктатура Філона тривала 14 днів. Гору знову узяли прихильники Фабія. У результаті сенат угледів порушення під час призначення Ветурія й диктатуру було скасовано.
У 210 році до н. е. його обрано цензором разом з Публієм Ліцинієм Крассом Дівом, але незабаром раптово помер на посаді.

## Родина
- Луцій Ветурій Філон, консул 206 року до н. е.